# ميزو M9
ميزو M9 (بالإنجليزية: Meizu M9)‏ هو هاتف ذكي يعمل بنظام أندرويد، تم طرحه في الأسواق في 1 يناير 2011.

## الخصائص
- نظام التشغيل: أندرويد
- الكاميرا الخلفية: 5 ميجابكسل 720p HD فيديو
- الشاشة: 960×640
- الوزن: 123 غ (4.3 أونصة)
- التخزين: 16 جيجابايت